# Personnages de Death Note
 (décembre 2024).
 (décembre 2024).
- Si vous ne connaissez pas le sujet, laissez ce bandeau (vous pouvez alors contacter les auteurs).
- Si vous supprimez le contenu mis en cause (vous pouvez préalablement contacter les auteurs),

argumentez précisément cette suppression dans la page de discussion
(un manque de référence n'est pas un argument ; une recherche réelle de référence doit avoir été effectuée, être formellement documentée).

Le manga Death Note inclut une galerie de personnages créés par le scénariste Tsugumi Ōba et le dessinateur Takeshi Obata.Le premier a défini les traits de caractères principaux des personnages, tandis que le second s’est chargé du character design.
L'ordre des noms correspond au sens occidental (prénom suivi du nom) et leur orthographe est issue de la version française du manga éditée chez Kana.
- Haut – A
- B
- C
- D
- E
- F
- G
- H
- I
- J
- K
- L
- M
- N
- O
- P
- Q
- R
- S
- T
- U
- V
- W
- X
- Y
- Z

## A
- Shuichi Aizawa

Première apparition : Tome 2

Membre du bureau d'enquête sur Kira, il est un des rares à être prêt à risquer sa vie pour lutter contre le dangereux criminel. Il sera aussi de ceux qui travailleront avec L.

Très intelligent, Aizawa est également moins idéaliste que M.Yagami et il voit clairement Light comme un suspect à la différence de Sōichirō Yagami ou de Matsuda.

Il est certainement le plus apte à diriger l'enquête en l'absence de L (après Light évidemment), car son humanisme ne le gêne pas dans son travail à la différence de M.Yagami.[réf. nécessaire]

Aizawa s'énervera souvent contre Misa ou contre Matsuda car leur puérilité l'énerve, il voit vraiment l'intérêt de l'enquête et ne supporte pas que l'on puisse s'en amuser.

Lorsqu'il devra choisir entre son métier de policier (et donc son salaire) et son envie d'aider la justice, il aura du mal à faire son choix mais préfèrera subvenir aux besoins de sa famille (sachant qu'il se disputait énormément avec sa femme à cause de ses absences continues pour enquêter sur Kira), il va être en rupture avec L assez tardivement, il annonce détester toutes ses manières, ses habitudes etc. Mais c'est certainement plus dit sur le coup de la colère, car il semble réagir au fait que L lui annonce que lui l'aime bien (sous-entendu qu'il aime bien ses compétences de policier).

D'ailleurs lorsqu'il reviendra dans la police "normale" avec l'aide de Ide, il se remettra à traquer secrètement Kira, il sera même le chef de ce groupe de détectives, car c'est le plus doué d'entre eux et celui qui a le plus travaillé avec L. Il sera très ému lorsque L et la police s'uniront pour coincer le 3e Kira.

Dans le bureau d'enquête, sa fausse identité est Aibara.
Dans la seconde partie du manga (où Light est devenu le second L), les propos de Near le rendent très soupçonneux envers Light, et n'hésitera pas à collaborer ouvertement avec Near.
- Ale Funderrem

Agent du FBI est envoyé au Japon pour surveiller la police japonaise, il fut tué involontairement par Raye Penber.
- Arire Weekwood

Agent du FBI envoyé au Japon pour surveiller la police japonaise, il fut tué involontairement par Raye Penber.

## B
- Bess Sekllet

Agent du FBI envoyé au Japon pour surveiller la police japonaise, il fut tué involontairement par Raye Penber.
- Beyond Birthday (ビヨンド=バースデイ, Biyondo Bāsudei?)

Criminel apparaissant seulement dans le roman dérivé Death Note: Another Note, dont il est le principal antagoniste. Il vit dans l'orphelinat Wammy's House. Il est dit qu'il ressemble comme deux gouttes d'eau à l'inspecteur L, à quelques détails près: il possède des yeux de Shinigami (dieu de la mort) de naissance et aime seulement la confiture de fraise. Il a pour but de créer une affaire de meurtres impossible à résoudre pour L.

## C
- Larry Connors

Agent du FBI appartenant au S.P.K chargé de récupérer le Death Note de la Police japonaise sous le nom de John McEnroe.

## D
- Hitoshi Demegawa

Première apparition: Tome 3
C'est le directeur de la chaîne à succès japonaise Sakura TV. Il diffuse les cassettes que lui envoie Misa Amane (le deuxième Kira) dans lesquelles sont annoncées les morts de présentateurs ou invités d'autres chaines en direct. Il ne pense qu'à l'argent et au succès de la chaîne. Il accepte de diffuser les images mais sera arrêté par Soichiro Yagami qui le menace d'une arme et lui prend toutes les cassettes.
On le revoit également dans les tomes 9 et 10 dans lesquels il est devenu le porte-parole de Kira et ordonne à une foule en colère d'encercler le bâtiment dans lequel se trouve Near et les membres du S.P.K (Secret Provision for Kira), afin de les exposer aux caméras et de les laisser être tués par Kira. Mais Near va lancer tout l'argent qu'il a obtenu de L, et Demegawa ainsi que la foule, vont perdre de vue leur objectif et tenter de ramasser le plus d'argent possible, ce qui permet la fuite de Near.
Dans le tome 10, il "dépasse les limites" et commence à construire un sanctuaire pour Kira afin que celui-ci vienne et se montre au grand public. Teru Mikami qui devient le nouveau Kira le tue lui et les dirigeants du "Royaume de Kira", en direct, et choisit un autre porte-parole.

## F
- Freddi Guntair

Agent du FBI envoyé au Japon pour surveiller la police japonaise, il fut tué involontairement par Raye Penber.

## G
- Girela Sevenster

Agent du FBI envoyé au Japon pour surveiller la police japonaise, il fut tué involontairement par Raye Penber.

## H
- Hal Lidner (ハル・リド ナー?)

Première apparition : Tome 7

Âge : 30 ans

Date de naissance : 18 février 1980

Taille : 1,80 m

Poids : 52 kg

Groupe sanguin : B

Ce qu'elle aime : les bains

Ce qu'elle n'aime pas : les papillon de nuits
De son vrai nom Halle Bullook ( ハル・ブロック), c'est un ancien agent de la C.I.A. et membre du SPK sous les ordres de Near. Hal est une jolie jeune femme blonde qui porte une chemise blanche, une veste de costume et un pantalon noir. Elle participe à un concours destiné aux femmes expertes en combat pour devenir la garde du corps de la journaliste Kiyomi Takada. Hal Lidner remporte le concours et fera ses preuves en battant et maîtrisant Misa Amane sans aucune difficulté. En devenant garde du corps de Kiyomi, elle la surveille et communique ses faits et gestes à Near, la jeune journaliste étant une alliée de Kira. Et c'est pour vaincre ce dernier que Hal travaille aussi avec Mello. Elle est présente aux côtés de Near et du reste de l'équipe lors de la confrontation finale avec Light.
- Harry Belle

Agent du FBI envoyé au Japon pour surveiller la police japonaise, il fut tué involontairement par Raye Penber.
- Arayoshi Hatori

Première apparition: Tome 5

Il est l'un des 8 membres de Yotsuba s'étant alliés à Kira pour décider de tuer des personnes afin de faire monter les profits de Yotsuba. Il est tué par Higuchi lorsqu'il décide de quitter le groupe par peur d'aller en prison.
- Kyūsuke Higuchi (火口 卿介, Higuchi Kyūsuke?)

Première apparition : Tome 5

Surnom : Le 3e Kira

Âge : 32 ans

Higuchi est un homme haut placé et sans scrupule de la société Yotsuba. Il héritera d'un Death Note grâce à Rem et agira non seulement comme Kira mais tuera également ceux dont la mort lui serait profitable.

Il utilise très vite le Death Note le plus souvent possible ; à la différence de Kira, il pense qu'il doit tuer énormément et pas forcément des personnes profondément mauvaises. Lorsqu'il découvrira que Misa est le 2e Kira, il cherchera à l'épouser.

Il était directeur du centre de développement des nouvelles techniques ; il a été diplômé de l'université de Sōwaki, faculté des sciences politiques.
Il est également 5e dan de Kendo.

Higuchi est un des membres de la Yotsuba ayant une intelligence moyenne. Il est orgueilleux, incapable de se calmer, colérique et n'a aucune retenue. À cause de lui, Rem sera dégoûtée de l'espèce humaine.

Il semble avoir été un mauvais membre de la société Yotsuba car il aurait régressé dans la hiérarchie avant de trouver le Death Note.
Il sera tué par Light avec le Death Note, alors que la police venait de l'arrêter. Il aura fait l'échange des yeux juste avant mais n'aura eu le temps de les utiliser que pour tuer un policier à moto qui le retardait.

## I
- Hideki Ide

Première apparition : Tome 2

Membre du bureau d'enquête sur Kira, il est un des rares à être prêt à risquer sa vie, mais il ne voudra pas travailler avec L, ne lui pardonnant pas de s'être servi du FBI pour espionner la police japonaise.

Malgré cela, il continuera à enquêter sur Kira ; c'est lui qui sera un des principaux membres de la contre-offensive de la police japonaise contre Kira lors de la découverte des cassettes du second Kira. C'est lui également qui réunira plusieurs membres de la police normale pour enquêter sur Kira secrètement, d'ailleurs lorsqu'Aizawa quittera l'équipe de L, Ide le nommera chef de leur groupe car c'est lui qui a le plus d'expérience.

## J
- Géras (Jealous dans le manga)

Première apparition : Tome 4.

Géras est un dieu de la mort.

Un jour qu'il observait le monde des humains, Géras vit une magnifique jeune fille dont il tomba instantanément amoureux. Il passa ainsi ses journées à observer depuis le monde des morts l'humaine qui avait fait chavirer le cœur d'un Shinigami. Les autres dieux de la mort se moquèrent de lui, excepté Rem, qui l'observait. Le jour où l'humaine devait mourir, Rem vint tenir compagnie à Géras. Ils virent la fille se faire accoster par un homme fou qui lui déclara son amour. Elle le repoussa, et de ce fait, provoqua sa colère. L'homme sortit un couteau en disant à la jeune fille qu'il la tuerait et se suiciderait ensuite.

Géras réagit rapidement pour sauver son amour grâce à son Death Note, mais il mourut en contrepartie et son Death Note fut donné par Rem à la jeune fille, qui n'est autre que Misa Amane.

## K
- Karuto Minaharami

Première apparition : Tome 1

Emprisonné pour kidnapping, il sera puni par Kira.
- Masahiko Kida

Première apparition : Tome 5
 
Il est l'un des 8 membres s'étant alliés à Kira pour décider de tuer des personnes afin de faire monter les profits de Yotsuba. C'est lui qui s'occupe de communiquer avec Erald Coyle. Il n'est pas bouleversé par la mort de Hatori (comme la plupart de ses collègues). Il est tué en même temps qu'Ooi, Namikawa, Midō, Shimura et Takahashi par Light après la mort de L.
- Kira

Première apparition : Tome 1

Kira est le pseudonyme que l'on a donné à la personne qui punit les criminels en les tuant par une crise cardiaque. Il est l'ennemi direct de L avec qui il mène un duel pour savoir qui est le plus intelligent des deux. Kira possède en réalité un Death Note. Au cours du manga il y a quatre « vrais » Kira : Light Yagami qui est le Kira originel, c'est le plus intelligent et le véritable ennemi de L ; Misa Amane qui a hérité du Death Note de Jealous, elle obtiendra des yeux de shinigami et tombera amoureuse de Light ; elle fera tout son possible pour obéir à ce dernier. Higuchi Kyusuke est le 3e Kira, c'est un homme sans scrupules qui tuera les grands criminels mais aussi ceux dont la mort l'avantage, il n'est qu'un pion entre les mains de Light ; le 4e Kira est Teru Mikami, un procureur qui approuve les actes de Kira et qui le vénère comme un Dieu, il va également faire l'échange des yeux.

Les autres personnes qui, au cours de l'histoire, agissent comme Kira sont Kiyomi Takada, M.Yagami, Raye Penber et Jack.
Le surnom Kira vient de la prononciation japonaise du mot anglais Killer, tueur.
- Knick Staek

Agent du FBI envoyé au Japon pour surveiller la police japonaise, il fut tué involontairement par Raye Penber.
- Kurō Otoharada

Première apparition : Tome 1

Âge : 42 ans

Après avoir blessé et tué six passants en plein Shinjuku, ce dangereux criminel s'est replié dans une garderie où il a pris en otage huit personnes, enfants comme adultes, Light alluma sa télé à ce moment-là et décida de tester le Death Note avec lui. Il fut la première victime de Kira.
- Kyū Nishida

Première apparition : Tome 1

Emprisonné pour meurtre, il sera puni par Kira.

## L
- L Lawliet (L) (エル・ローライト?)

Première apparition : Tome 1

Age dans la première partie : 24 ans

Date de naissance : 31 octobre 1979

Taille : 1,79 m (s'il se tient droit)
Droitier
L est un enquêteur mythique. Tout d'abord parce que personne ne connaît son visage, mais aussi parce qu'il est capable de résoudre des affaires très difficiles. Il fut donc appelé pour résoudre le mystère de l'identité de Kira. Il se fait appeler Ryūzaki par les membres de l'équipe de capture de Kira, et Hideki Ryūga quand il fait semblant d'être étudiant à la fac.

Il n'hésite pas à faire des sacrifices pour démasquer Kira et arriver à ses fins ; il peut réfléchir calmement mais aussi agir de manière très dangereuse. Lors de l'enquête sur Kira il va rencontrer Light qu'il soupçonne d'être Kira et va tout faire pour le prouver. Il est également très mauvais perdant.
Il a comme manie de s'asseoir en s'accroupissant sur les chaises et mange souvent des sucreries (sans grossir pour autant, d'après lui parce que son cerveau travaille) ; il est facilement reconnaissable par ses cernes et ses mimiques infantiles. Ses véritables prénom et nom, dévoilés par le « Death Note volume 13 : How To Read » (même si la série n'en comporte que douze) sont L Lawliet (prononciation japonaise [Roraito], anglaise [low-light] ce qui laisse penser qu'il y a un lien entre les deux personnages, Light et L). Le volume 13 nous dévoile aussi qu'il est né le 31 octobre 1979, mesure 179 cm (soit la même taille que Light, si L se met debout correctement) et pèse 50 kg, ce qui dénote un rapport poids/taille insuffisant, alors qu'on le voit constamment manger.
Il aurait été élevé dans un orphelinat pour surdoués, paraît-il même dans un des orphelinats de Watari, le Wammy's House (le même orphelinat que Near et Mello) en Angleterre. (Voir épisode 25)
Il meurt tué par Rem face à la stratégie de Light.
- Lian Zapack

Agent du FBI envoyé au Japon pour surveiller la police japonaise, il fut tué involontairement par Raye Penber.
- Light Yagami (夜神月, Yagami Raito?)

Surnom : Kira

Age dans la première partie : 17 ans

Date de naissance : 28 février 1986

Date de mort : 28 janvier 2013

Taille : 1,79 m

Poids : 54 kg

Groupe sanguin : A
C'est, au début de la série, un lycéen de 17 ans, extrêmement brillant quoi qu'assez froid. C'est un idéaliste, et lorsqu'il trouve par terre un Death Note, il décide de s'en servir pour débarrasser le monde de ses pires criminels. Il veut ainsi créer un monde parfait, dont il s'imagine être le dieu.

Il devient ainsi le premier Kira (de l'anglais Killer), tuant, par l'intermédiaire du Death Note des centaines de criminels, pour enfin devenir le "Dieu" de son monde parfait. Un détective, L, se mettra sur sa route pour l'arrêter. Ils iront jusqu'à se rencontrer, essayant chacun de leur côté de prouver, dans le cas de L et de trouver, dans le cas de Light, l'identité de l'autre. La petite amie de Light, Misa Amane, deviendra sa complice et utilisera à son tour un Death Note pour aider Light à stopper les criminels. Elle est totalement soumise à Light, qui la manipule ouvertement. 
Grâce à sa grande intelligence, il réussit à élaborer un plan visant à tuer L tout en prouvant qu'il n'est pas Kira. Ce plan passe par l'utilisation de Kyūsuke Higuchi, membre de la société Yotsuba, à qui Rem confie le Death Note, et par l'invention de fausses règles d'utilisation du cahier. Ce plan fonctionnera à merveille, et finalement, Light poussera Rem à tuer Watari et L, en se sacrifiant pour Misa.
Par la suite, pendant six ans, Light assurera le remplacement de L, tout en confiant à Misa la charge des "jugements" de Kira. Jusqu'à ce que deux nouveaux ennemis apparaissent : M, pour Mello (Mihael Keehl) et N, pour Near (Nate River). Ils se désignent comme les véritables successeurs de L, et à eux deux, parviennent à comprendre que L, Kira et Light Yagami ne sont qu'une et même personne.
Light meurt dans le dernier épisode de l'anime (épisode 37) après que Near, le remplaçant de L, a découvert son secret. D'ailleurs, il perd l'esprit et devient fou. Essayant de les tuer, il reçoit plusieurs balles, mais réussit à s'enfuir. "Lorsque ton heure arrivera, j'écrirai moi-même ton nom sur mon carnet." Tels sont les mots qu'avait dit Ryuuku (Ryūk) avant d'écrire le nom de Light dans son cahier. La série se termine quand Light meurt. Une phrase était d'ailleurs inscrite dans le Death Note : ceux qui utilisent le Death Note n'iront ni en enfer ni au paradis. On peut supposer que Light devient lui-même un Shinigami (Dieu de la mort), mais cela reste à confirmer.
La raison de cette mystérieuse phrase nous est offerte dans le tome 12, lors d'un flash-back entre Ryuk et Light : on apprend que le Paradis et l'Enfer n'existent pas en réalité, ce ne sont que des chimères créées par l'homme pour vaincre sa peur de la mort, et celui qui utilise le Death Note est au courant de cette réalité.

Il s'agit donc de la pire des punitions pour Light qui s'était cru Dieu : voir sa mort venir et savoir qu'après elle, il n'y a rien.

Son prénom est prononcé Raito, c'est pour cela que beaucoup de personnes l'appellent ainsi ; il est composé d'un seul Kanji : Tsuki, qui signifie "Lune" ou "Mois".

Son nom est composé de deux Kanjis : Yoru (soir/nuit) et Kami (Dieu).
- Lind L. Tailor

Première apparition : Tome 1

Ce criminel, qui était totalement inconnu dans le monde entier, s'est fait passer pour L sur ordre de celui-ci en échange de son amnistie. Il a été envoyé par L pour tester si Kira existe bel et bien.

Light tombera dans le panneau en le tuant avec le Death Note, et le duel entre Light et L commencera.

## M
- Maki

Première apparition : Tome 1

Maki est une camarade de classe du soir de Light. Agressée par Takuo Shibuimaru et sa bande, elle évite de justesse le viol grâce à Kira qui interviendra à l'aide du Death Note.
- Masaki Shirami

Première apparition : Tome 1

Emprisonné pour pyromanie, il s'est coupé un doigt et avec son sang, sur le mur de sa cellule il fit un cercle avec une étoile à cinq branches à l'intérieur. Il est en réalité le sujet d'un test de Light pour connaître les pouvoirs de contrôle du Death Note.
- Matt  (マット, Matto?)

Première apparition : Tome 10

Date de naissance : 1er février 1990.

Date de mort : 26 janvier 2010.

Taille : 1,68 m

Poids : 52 kg

Groupe sanguin : O

Ce qu'il aime : les jeux vidéo 

Ce qu'il n'aime pas : les sorties 

Âge dans la première partie : Entre 14 et 15 ans
, dont le vrai nom est Mail Jeevas (マイルジーヴァス, Mairu Jīvasu),, est un complice de Mello. Personnage dans le manga et dans la version animée, Matt était aussi un ancien élève de la Wammy’s House ; Ohba l’a décrit comme « le troisième élève le plus talentueux » de l’orphelinat. Matt est l’aide de Mello : il effectue travail et espionnage, agissant comme un complice dans l’enlèvement de Takada. 
Le personnage de Matt est représenté régulièrement dans le manga, mais n'est visible qu'une seule fois dans la série animée.
Il est doublé par Tomohiro Nishimura dans l’animé japonais et par Drew Nelson dans la version anglaise.
Selon le « How to read it », Matt aime les jeux vidéo, mais n’aime pas sortir. Il semble aussi être un fumeur. Il était juste derrière Mello et Near pour succéder à L.
Ohba dit qu’il a créé Matt parce que, quand Mello a commencé à agir seul, il estimait que l’histoire ne pourrait pas avancer si Mello n’avait personne pour interagir. Ohba dit que, pour un lecteur normal, Matt apparaît comme un gamer et ne fait rien d’autre, mais il dit (Ohba) que l’existence de Matt est importante dans l’histoire. En réponse à une question sur les personnages les plus durs à créer, Ohba a cité Matt et a déclaré : « Je n’ai jamais su quel genre de personnage il était ! » Obata nous a déclaré qu’il n’avait pas reçu de préavis sur Matt, qu’il n’avait comme description qu’un « jeune homme aimant les jeux et n’étant pas beaucoup porté sur le monde. » Il dit se rappeler avoir vu les pages et demander à l’éditeur : « Qui est ce personnage? »
- Tōta Matsuda

Première apparition : Tome 1

Date de naissance : 14 décembre 1978 

Taille : 1,74 m

Poids : 59 kg 

Groupe sanguin : B

Ce qu'il aime : les voyages

Ce qu'il n'aime pas : le surmenage

Age dans la première partie : 25 ans 

Très tôt dans l'histoire, il apparaît comme le jeune élève de Sōichirō Yagami, ayant un aussi grand sens de la justice et de la vérité que lui. Il est très heureux de travailler avec L, et n'hésite donc pas à mettre sa propre vie en jeu.

Il fait partie du bureau d'enquêtes sur Kira sous la direction de L, dont il semble être le membre le plus débutant et même le plus immature.
Fan de Misa, il va jouer le rôle de son manager et à cause de lui son visage public « Matsui » va disparaître lorsqu'il va être découvert par Yotsuba (il ne peut donc plus avoir un rôle public).

Après l'avoir fait passer pour mort, L. le qualifiera même de « grand maître des crétins ».

Son côté enfantin, amusant, joueur et cette manière de trouver des détails « cools ou classes » dans l'affaire Kira lui cause de nombreuses réprimandes de la part de ses aînés.

Dans le bureau d'enquête, sa fausse identité est Matsui. C'est lui qui blesse mortellement Light dans le dernier tome, après avoir appris qu'il est Kira.
- Mello (メロ, Mero?, Mihael Keehl)

Première apparition : Tome 7 

Date de naissance : 13 décembre 1989 

Date de mort : 26 janvier 2010.

Taille : 1,71 m

Poids : 52 kg

Groupe sanguin : A

Ce qu'il aime : Le chocolat

Ce qu'il n'aime pas : Ceux qui sont meilleurs que lui et perdre

Âge dans la première partie : 14 ans

De son vrai nom Mihael Keehl, Mello est le rival de Near. A 14 ans, il a quitté la Whammy's House ou il tenait la place du second susceptible de succéder à L. Impulsif et sauvage, son premier but dans la vie est de surpasser Near. Il mange toujours du chocolat, et traîne à moto ou en voiture avec son ami Matt. Il va travailler avec la mafia pour essayer d'avoir un avantage sur Near. Il échappera à la mort une fois, lors de la terrible explosion de sa planque pour échapper aux policiers de la CIA, dont il se tirera avec une grande cicatrice qui lui a brûlé tout le côté droit du visage. Chapitre 99 (Tome 12). Le 26 janvier 2010, il enlève Kiyomi Takada avec l'aide de son complice Matt, il échappe à la police avec sa moto et enferme Takada dans un camion qu'il conduira dans une vieille église. Il se fera tuer par Takada aux environs de 2 heures 32. Elle sera forcée de se suicider par le feu en brûlant tout ce qui est autour d'elle y compris ce qu'elle a écrit, ce qui implique aussi le corps de Mello, par le Death Note de Mikami et de Light.
- Misa Amane (弥 海砂, Amane Misa?)

Première apparition : Tome 3

Surnom : Misamisa; le 2e Kira

Âge dans la première partie : 19 ans

Date de naissance : 25 décembre 1984

Date de décès : 14 février 2011 dans le manga, 2013 dans l'anime

Taille : 1,52 m

Poids : 36 kg

Groupe sanguin : AB

Misa est une fille dont les parents ont été tués par un cambrioleur abattu depuis par Kira. Elle lui en est donc très reconnaissante, elle viendra dans le Kantō et cherchera de son côté Kira en se faisant passer pour lui, finalement elle arrivera à trouver Light/Kira et elle en tombera amoureuse.

Comme lui, elle possède un Death Note qui lui a été donné par un dieu de la mort : Rem. En effet ce Death Note appartenait à un dieu de la mort, Jealous, qui a outrepassé ses droits en sauvant Misa grâce à son Death Note et qui en est mort. Rem estime donc que le Death Note revient de droit à Misa.

Misa ferait presque n'importe quoi pour Light, sauf accepter qu'il la trompe. Ainsi, pour l'aider, elle a sacrifié par deux fois la moitié du reste de son espérance de vie (soit les trois quarts) pour avoir des yeux qui lui permettent de connaître le vrai nom de quelqu'un ainsi que son espérance de vie rien qu'en le regardant.
Misa est un mannequin (une Idole アイドル = starlette) très apprécié et arbore un style vestimentaire axé « gothique lolita » et punk.

Lors de la seconde partie de Death Note, elle abandonnera le Death Note et ses souvenirs liés à lui par amour pour Light, pensant qu'il va l'épouser, mais n'est en réalité qu'un pion entre ses mains.

Dans le dernier épisode, il est sous-entendu qu'elle se suicide, dans le tome spécial, le no 13, il est annoncé qu'elle mettra fin à ses jours en apprenant la mort de Light.
- Shingō Midō

Première apparition : Tome 5

Date de naissance : 25 janvier 1972

Date de mort : 10 avril 2005

Taille : 1,75 m

Poids : 60 kg

Groupe sanguin : AB

Il est l'un des huit membres de Yotsuba s'étant alliés à Kira pour décider de tuer des personnes afin de faire monter les profits de Yotsuba. Il est le plus intelligent des huit avec Namikawa. C'est lui qui suggère de se débarrasser de la police. Il soupçonne (avec Namikawa et Shimura) Higuchi d'être Kira. Il est tué en même temps que les autres membres de Yotsuba par Light.
- Teru Mikami (魅上 照, Mikami Teru?)

Première apparition : Tome 10

Date de naissance : 7 juin 1982

Date de mort : 7 février 2010

Taille : 1,75

Poids : 56 kg

Groupe sanguin : A

Mikami est le quatrième Kira, l'exécutant de Kira. Depuis qu'il est tout petit il distingue dans le monde les bons et les mauvais. Défendant les innocents depuis sa plus tendre enfance, il devint ainsi procureur.

Il a accueilli l'arrivée de Kira comme celle d'un dieu descendu sur Terre. Un dieu ayant la même mentalité que lui : les mauvais doivent être éliminés.

Fanatiquement dévoué à Kira, il échangera ses yeux avec ceux du shinigami, comme Misa. Littéralement possédé lors de ses jugements, il ne peut s'empêcher de dire « élimination » après avoir écrit un nom dans le Death Note.
Après la mort de Light Yagami, il fut arrêté et mis en prison, où il se suicidera.
Dans la version anime, il se suicidera pour faire diversion afin de laisser Light s'échapper.
- Kanzō Mogi

Première apparition : Tome 2

Membre du bureau d'enquête sur Kira, il sera l'un des rares à être prêt à risquer sa vie, il fera partie de ceux qui quitteront la police pour s'allier à L.
Très renfermé, Mogi est apparemment le plus travailleur du quartier général avec L lui-même, il semble capable de trier ou de faire des recherches en quelques heures, là où plusieurs personnes mettraient des jours.

Après que Matsuda a dû faire semblant de mourir, il prend sa place en tant que manager de Misa, mais il ne supportera pas du tout ce rôle.

Dans le bureau d'enquête, sa fausse identité est Mocchi.
Dans la seconde partie, il devient le soutien d'Aizawa. Mais ses actions deviennent plus secondaires, car il se fait enlever avec Misa, et est contraint de la surveiller 24 heures sur 24.
- Thierry « Aiber » Morello

Première apparition : Tome 5

Partenaire de longue date de L, il intègre l'équipe d'enquête de L en tant qu'agent d'infiltration dès que les policiers ont démissionné de leurs fonctions. Très reconnaissant envers L qui l'a sauvé à plusieurs reprises bien qu'il détienne de quoi le mettre à l'ombre toute sa vie, il est prêt à risquer sa vie pour l'aider. Il déteste les armes à feu et ne s'en sert qu'en cas d'extrême nécessité.
Escroc hors pair originaire de France, il peut modeler sa personnalité, tisser des liens avec n'importe qui et parle plusieurs langues. Il est chargé par L de se faire passer pour le détective Erald Coyle (en réalité un autre pseudonyme de L) pour infiltrer Yotsuba. Il parvient à leur soutirer 5 millions de dollars et remplit sa mission sans être démasqué. Il meurt quelques mois après le décès de L des suites d'un cancer provoqué par Light.

## N
- Matsushirō Nakaokaji

Première apparition : Tome 1

Multi-récidiviste, il a participé à six braquages, puis sous le contrôle de Light il en commit un autre où un employé retourna son couteau contre lui, il permit ainsi à Light de tester le pouvoir de contrôle du Death Note.
- Reiji Namikawa

Première apparition : Tome 5

Il est l'un des huit membres de Yostuba s'étant alliés à Kira pour décider de tuer des personnes afin de faire monter les profits de Yotsuba. Intelligent, il est soulagé par la mort de Hatori. Il est appelé par Light, considéré par L et lui d'être le membre de Yotsuba le plus influent sans être Kira, pour retarder la mort des futures victimes de Kira, ce qu'il fera. Il comprend vite que dans son intérêt, il n'a qu'à être spectateur de l'arrestation de Kira (il soupçonne Higuchi de l'être). C'est un employé modèle qui décide avec Shimura et Midō de se battre pour Yotsuba. Il est tué par Light en même temps que ses collègues.
- Naomi Misora

Première apparition : Tome 2

Naomi est une ex-agente du FBI qui avait travaillé avec L sur l'affaire extrêmement difficile des meurtres en série de Los Angeles B.B. Elle était une des meilleures agentes du FBI jusqu'à ce qu'elle arrête quelque temps avec le début de Death Note.
Depuis, elle s'est fiancée à Raye Penber et est retournée avec lui dans son pays d'origine – le Japon – pour l'affaire Kira, mais elle-même ne devait pas y participer, juste aller voir sa famille avec Raye Penber.

Mais Raye sera tué par Kira et Naomi se mettra à haïr Kira. Elle comprendra que c'est celui qui a vu la carte d'agent du FBI de Raye durant le détournement de bus qui a tué son fiancé, elle comprendra aussi que Kira a un contrôle quasiment total sur la personne qu'il veut tuer, et qu'il peut tuer autrement que par des crises cardiaques (information que L ne possède pas à ce moment de l'enquête).
Elle ira au bureau d'enquête mais personne ne s'y trouvera (ils sont tous avec L pour parler de l'affaire). La seule personne qui y sera est Light qui venait amener des affaires à son père et avec lequel elle parlera. Light comprendra qu'elle possède des informations dangereuses pour lui, il décide donc de la supprimer et bien qu'elle lui ait donné un faux nom (Shōko Maki), elle finit par avouer son vrai nom quand Light lui fait croire qu'il travaille avec L.
Elle se suicidera comme l'a écrit Light sur le Death Note. Son corps n'a jamais été retrouvé.

Elle sera la première à dire que Light ressemble (moralement) à L (bien qu'elle n'ait jamais vu le vrai visage de L). 
- Near (ニア, Near?, Nate River)

Première apparition : Tome 7

De son vrai nom Nate River, N est le véritable successeur de L, élevé dans un orphelinat dédié aux surdoués. Il est plus jeune et a pour manie de réfléchir en manipulant des jouets et de passer ses doigts dans ses cheveux. Il s'assied étrangement sur les chaises (un peu comme son prédécesseur). Son but deviendra d'infliger une défaite à Kira, davantage que de le mettre hors circuit (autrement dit le démasquer devant ceux qu'il a trompés). Il sera ainsi à l'initiative de la création du S.P.K., une section spéciale du FBI chargée de traquer Kira.
Ses capacités de déduction sont d'un niveau inférieur à celles de son modèle (L) ou de Light. Néanmoins dans le tome no 9 Light le qualifiera de "bien pire que L", en raison de ses capacités d'analyse et de déduction qui lui auront permis de découvrir la fausse règle inscrite dans le premier Death Note possédé par Light. 
Light lui dira "J'ai gagné Near" 1 seconde avant l'heure supposée de sa mort, avant de se rendre compte que le réel vainqueur est Near, qui connaissait le plan de Light. 
- Nicolas Nasberg

Agent du FBI envoyé au Japon pour surveiller la police japonaise, il fut tué involontairement par Raye Penber.

## O
- Takeshi Ooi

Première apparition : Tome 5

Il fait partie des huit membres de Yotsuba s'étant alliés à Kira pour décider de tuer des personnes afin de faire monter les profits de Yotsuba. Il est chauve et porte constamment des lunettes de soleil.
Il semble diriger les réunions secrètes de Yotsuba. Il n'est pas du tout bouleversé par la mort de Hatori (comme la plupart de ses collègues). Il est tué par Light après que celui-ci a tué L.
- Kiichirō Osoreda

Première apparition : Tome 1

Ce multi-récidiviste et drogué va être contrôlé par Light pour braquer le bus dans lequel se trouvent Light et Raye Penber.
Ainsi Light a gagné contre le FBI. À la suite de cela, Osoreda touchera un petit bout du Death Note puis en voyant Ryuk, sera terrifié, sortira du bus, tombera par terre et se fera écraser par une voiture.

## R
- Raye Penber

Première apparition : Tome 1

Agent du FBI, Raye a été envoyé par L pour suivre les familles de M.Yagami et M.Kitamura.
Light s'en rendra compte et décidera de l'éliminer. Il utilisera donc un criminel pour détourner un bus et forcer Raye Penber à lui montrer sa carte d'agent du FBI. Grâce à cela, Light assassinera Raye Penber quelques jours plus tard, forçant Raye à envoyer un dossier à tous ses collègues qui entraînera les conditions de mort écrites dans le Death Note.
C'est d'ailleurs Raye qui écrira le nom de ses collègues dans une page du Death Note préparée par Light, devenant ainsi, involontairement, un nouveau Kira qui ne dura que bien peu de temps.

Il est fiancé à Naomi Misora. Il meurt en se rendant compte que Light est Kira.
- Rem (レム, Remu?)

Première apparition : Tome 3

Rem est un dieu de la mort femelle venu sur Terre pour donner un Death Note à Misa. Très protectrice envers cette dernière, elle fait tout pour la rendre heureuse. C'est parce qu'elle l'a promis à Jealous, un autre dieu de la Mort qui a été détruit après avoir sauvé Misa (c'est interdit chez les dieux de la mort de protéger un humain).
Très attachée à Misa, elle parvient à lui faire renoncer à son Death Note plutôt que de la tuer, alors qu'elle se fera arrêter pour être le second Kira. Light lui confiera alors la tâche de confier un Death Note à un homme haut placé dans une société ; cet homme sera Kyūsuke Higuchi.
Quand Higuchi est arrêté, Light la poussera à sauver Misa en tuant L et Watari, ce qui entraînera sa mort.
- Ryōchin

Première apparition : Tome 1

Ryōchin est un camarade de classe de soir de Light, il se fait racketer et se plaint dès que sa mère ne vient pas le chercher.
- Ryūk (リューク, Ryūku?)[3]

Première apparition : Tome 1

Ryuk fait partie des dieux de la mort. Il n'aime pas son monde où il s'ennuie, et lâche donc un Death Note dans le monde des humains car il en possède deux. Il est obligé de garder un exemplaire avec lui. Accro aux pommes, il est là en tant qu'observateur, sauf si une circonstance le pousse à agir (en général parce que s'il agissait, la situation serait moins intéressante de son point de vue). Il reste neutre par rapport aux événements et n'aidera jamais Light, sauf sous la menace de ne plus avoir de pommes. 
- Roger

Première apparition : tome 7.
Roger est l'homme qui gère le Wammy's House, l'orphelinat de Near, Mello et Matt. Ce sera celui qui les informera en premier de la mort de L. Il est peu connu et reste un personnage secondaire dans la série : il apparait uniquement dans l'épisode 27.
Dans le chapitre 108 du manga, il est devenu le remplaçant de Watari.

## S
- Sachiko Yagami

Première apparition : Tome 1

Âge dans la première partie : 42 ans

Date de naissance : 10 octobre 1962 

La femme au foyer typiquement japonaise totalement maniaque du ménage, qui aime énormément sa famille.

Elle est très fière de son fils, Light, mais s'inquiète énormément pour son mari. Elle lui demandera même d'arrêter son travail mais elle finit par accepter ses choix.
- Sayu Yagami

Première apparition : Tome 1

Date de naissance : 18 juin 1989 

Âge dans la première partie : 14 ans

Taille dans la première partie : 147 cm

Poids dans la première partie : 38 kg

Taille dans la seconde partie : 163 cm

Poids dans la seconde partie : 45 kg

Groupe sanguin : O

La petite sœur classique à l'adolescence, gentille, aimable, paresseuse également. 
Elle soutient son grand frère Light dans ses études sans se douter qu'il s'agit de Kira .

Elle déteste Kira car à cause de lui elle voit de moins en moins son père.

Elle se fait souvent aider par son frère pour faire ses devoirs et elle déborde d'énergie.
Elle est en 2e année au collège privé Eishū.
Dans la seconde partie, Mello l'enlevera, et demandera comme rançon le Death Note gardée par la police. Elle est libérée par son père et disparaît du manga par la suite.
Elle ne saura jamais que Light était Kira.
- Suguru Shimura

Première apparition : Tome 5

Il est l'un des huit membres s'étant alliés à Kira pour décider de tuer de personnes afin de faire monter les profits de Yotsuba. Il est très pessimiste et est le seul à douter de Coyle (et il a raison) et à être vraiment choqué par la mort de Hatori. Il finit par craquer et décide de ne plus se rendre aux réunions. Il semble lié d'amitié avec Midō et Namikawa. Il est tué par Light en même temps que ses collègues.
- Sōichirō Yagami

Première apparition : Tome 1

Age dans la première partie : 55 ans

Date de naissance : 12 juillet 1948

Sōichirō a une grande confiance envers son fils et un amour sans limites pour sa fille et sa femme .

Il a un grand sens de la justice et n'hésite pas à s'allier avec L pour lutter contre Kira qu'il considère comme un dangereux assassin. Mais un assassin à plaindre car il a un pouvoir terrible, pire qu'une malédiction !

Même lorsqu'il sera mis à l'hôpital pour surmenage après avoir fait une attaque cardiaque, il n'hésitera pas à prendre un camion pour stopper la diffusion des cassettes envoyées par le 2e Kira (Misa), malgré tout il s'oppose à ce que son fils rejoigne le bureau d'enquête trop vite .

Il est très respectable mais a un amour sans bornes pour son fils, ce qui l'empêche d'avoir une totale confiance en L quand celui-ci suspectera Light.

Pour innocenter Light, il n'hésitera pas à jouer une terrible comédie pour prouver à L qu'il se trompe.

Tout comme Light (sans son Death Note), il accorde plus d'importance à la vie des êtres humains qu'à la capture de Kira, cela créera une rupture entre lui et L.

Dans l'enquète, sa fausse identité est Asahi.
Afin de capturer Mello et récupérer le cahier, il n'hésitera pas à passer le marché des yeux avec Ryuk. Il meurt peu de temps après, touché de plusieurs balles dans le dos.
- Sudō

Première apparition : Tome 1

Sudō est un camarade de classe du soir de Light, il semble être peu recommandable, et avec sa bande il rackette Ryōchin.

Light songera à tester le Death Note sur lui.

## T
- Kiyomi Takada

Première apparition : Tome 4

Date de naissance : 12 juillet 1985

Date de mort : 26 janvier 2010

Âge dans la première partie : 18 ans

Takada est une journaliste, que Light a connue à l'université de Todai. Misa la considère comme une rivale. Plus tard dans le manga, elle deviendra la porte-parole du quatrième Kira (Mikami Teru).
Etant déjà en partie amoureuse de Light Yagami et étant une partisane de Kira, elle tombera encore plus sous son charme quand ce dernier lui avouera être Kira. Elle devient ainsi sa maîtresse. Étant en contact avec Mikami Teru, ce dernier lui confie quelques pages du Death Note, avec pour tâche de recopier les noms des criminels qu'il a jugés. Ceci a pour but de berner Near et son équipe.
Elle se fera enlever par Mello, et le tuera grâce à un morceau de page du Death Note qu'elle avait sur elle. Light la tuera ensuite par le Death Note, en la poussant au suicide (enfin, c'est ce qu'il croit, car c'est Mikami Teru qui a en fait tué Takada Kiyomi.)
- Eiichi Takahashi

Première apparition : Tome 5
 
Il est l'un des 8 membres s'étant alliés à Kira pour décider de tuer des personnes afin de faire monter les profits de Yotsuba. Il n'est pas bouleversé par la mort de Hatori (comme la plupart de ses collègues). Il est tué en même temps qu'Ooi, Namikawa, Midō, Shimura et Kida par Light après la mort de L.
- Takishi Murao

Première apparition : Tome 3

Un petit criminel puni par Kira alors qu'il était observé par L.
- Takuo Shibuimaru

Première apparition : Tome 1

Takuo est un motard, qui aime bien se balader avec ses potes, draguer les lycéennes et qui apparemment n'est pas un ange. Il est surnommé Shibutaku. Il va essayer de draguer Maki avec un peu trop d'ardeur, allant presque jusqu'à la violer. Light, ne supportant pas la scène, va utiliser le Death Note sur lui : il sera le second à mourir de la main de Kira, et le premier avec une cause autre que la crise cardiaque (accident de la route).
- Tomitetsu Akinaka

Première apparition : Tome 1

Emprisonné pour braquage et meurtre, il sera puni par Kira.
- Toors Bonote

Agent du FBI envoyé au Japon pour surveiller la police japonaise, il fut tué involontairement par Raye Penber.

## U
- Hirokazu Ukita

Première apparition : Tome 2

Ukita fait partie du bureau d'enquêtes sous la direction de L.
Il va s'occuper de répondre aux coups de téléphone des gens qui pensent être Kira pendant que les autres examinent les vidéos sur Raye Penber ; évidemment, il participera également à l'enquête.

Il ira au studio d'une chaîne de télévision qui diffuse la vidéo de Kira (en fait du 2e Kira) pour faire arrêter la diffusion, mais sera victime d'une crise cardiaque due à Kira.

Il s'avère qu'il est assassiné par Misa Amane (dans le tome 3).

## W
- Watari (ワタリ, Watari?, Quillsh Wammy)

Première apparition : Tome 1

De son vrai nom Quillsh Wammy, il est un mystérieux personnage qui est en réalité un inventeur. Il utilise sa fortune pour entretenir des orphelinats (comme la Wammy's House) et il en a créé un pour trouver des génies qui pourraient remplacer Lawliet au titre de L.
Il est une personne douée en utilisation de Sniper et informatique, très sage et gentil. Il sera tué par Rem dans l'épisode 25 (Chapitre 58, vol. 7), juste avant Lawliet.

## Y
- Yamamoto
- Première apparition : Dernier chapitre de la série
Nouveau membre de la NPA, il n'apparaît que dans le dernier chapitre[4]. Il travaille comme junior de Matsuda, et a été vu troublé par Matsuda qui l'embêtait en l'emmenant dans un bar. Dans le chapitre spécial one-shot qui se déroule trois ans plus tard, on peut le voir dans la même pièce que le reste de l'équipe, bien qu'il n'en fasse pas partie, comme l'a noté Matsuda[5].

- Yanada
- Première apparition : Tome 1
 Emprisonné pour une raison inconnue, il a laissé une lettre qui était en réalité un faux indice pour L de la part de Kira puis il fut tué par Kira. Il fut le sujet d'un test pour Light pour connaître l'étendue des pouvoirs du Death Note.

- Osakichi Yoda

Première apparition : Tome 1

Emprisonné pour une raison inconnue, il s'est enfui de sa cellule puis est parti dans les toilettes où il eut une crise cardiaque à cause de Kira. Ce fut en réalité un test pour Light pour voir les pouvoirs du Death Note.
- Yuri Première apparition : Tome 1
 Âge dans la première partie : environ 17 ans
 Yuri est une camarade de classe de Light, ce dernier l'invitera à Spaceland et elle se pressera d'accepter pour être avec lui. Elle sera dans le bus qui sera attaqué par Osoreda. Bien qu'elle voie le criminel mourir, elle voudra quand même aller avec Light à Spaceland. Elle sert d'alibi à Light dans l'enquête du bus.Bien que cela ne soit pas montré dans le manga ni dans l'anime Light et Yuri semblent déjà avoir officialisé en tant que couple. Lorsque Ryuk semble surpris après le baiser échangé entre Misa et Light, ce dernier lui réplique qu'il l'a déjà vu le faire avec Yuri.